# Ingolf Dahl
Ingolf Dahl   (Hamburg, 9 de juny de 1912 - Frutigen, 6 d'agost de 1970) va ser un compositor, pianista, director i educador estatunidenc d'origen alemany.

## Biografia
Ingolf va néixer com Walter Ingolf Marcus. A Hamburg, Alemanya, d'un pare jueu alemany, l'advocat Paul Marcus, i a la seva dona sueca Hilda Maria Dahl. Va tenir dos germans, Gert (1914-2008; un destacat artista i escultor suec, i guanyador de la medalla Prince Eugen), i Holger, i una germana Anna-Britta.
A Hamburg, Dahl va estudiar piano amb Edith Weiss-Mann, clavecinista, pianista i defensora de la música antiga. Ingolf va estudiar amb Philipp Jarnach a la "Hochschule für Musik Köln" (1930–32). Dahl va sortir d'Alemanya quan el Partit Nazi estava arribant a el poder i va continuar els seus estudis a la Universitat de Zuric, juntament amb Volkmar Andreae i Walter Frey. Convivint amb parents i treballant a l'Òpera de Zuric durant més de sis anys, va passar de pràctiques al rang d'ajudant de direcció. Va ser professor de cant i director del cor de les estrenes mundials d'Alban Berg, Lulu i de Paul Hindemith Mathis der Maler.
Atès que Suïssa es va tornar cada cop més hostil envers els refugiats jueus (incloses les persones amb descendència parcial jueva) i el paper de Dahl a l'Òpera es va limitar a tocar a l'orquestra, va emigrar als Estats Units el 1939. Allà va utilitzar el nom d'Ingolf Dahl, basat en el seu segon cognom original i el cognom de soltera de la seva mare. Va mentir constantment sobre els seus antecedents, afirmant ser de naixement suec i negar la seva herència jueva (Marcus era un cognom jueu reconegut). Va afirmar haver emigrat un any abans del que realment havia fet. Es va establir a Los Angeles i es va unir a la comunitat de músics expatriats que incloïa Ernst Krenek, Darius Milhaud, Arnold Schönberg, Ígor Stravinski i Ernst Toch. Va tenir una carrera musical variada com a pianista solista, intèrpret de teclat (piano i clavicèmbal), acompanyant, director, professor, compositor i crític. Va produir una traducció interpretativa de Pierrot Lunaire de Schönberg a l'anglès i va traduir, sol o amb un col·laborador, obres com Poètica de la música de Stravinski. Va interpretar moltes de les obres de Stravinski i el compositor va quedar prou impressionat per contractar a Dahl per crear una versió de dos pianos de les seves Danses concertantes, i notes del programa per a altres treballs. El 1947, amb Joseph Szigeti, va produir una reconstrucció del Concert per a violí en re menor de Bach.
També va treballar a la indústria de l'entreteniment, fent de gira com a pianista a Edgar Bergen i els seus titelles el 1941 i més tard per a l'humorista Gracie Fields el 1942 i el 1956. Va produir arranjaments musicals per a Tommy Dorsey i va actuar com a arranjador/director de Victor Borge. També va impartir classes particulars de repertori clàssic a Benny Goodman. Va actuar amb instruments de teclat en les orquestres de bandes sonores per a moltes pel·lícules a Fox, Goldwyn Studios, Columbia, Universal, MGM i Warner Bros, així com a la companyia de postproducció Todd-AO. També va treballar al programa de televisió "The Twilight Zone". Tot i estar agraït pels ingressos que proporcionava aquest treball, es va queixar mentre treballava a Spartacus de com era inútil "tintinar algunes notes sobre el celeste" quan les notes també són duplicades per diversos altres instruments, tot per un passatge presentat al públic sota efectes de so i veus d'actors. Dahl va dirigir la banda sonora de The Abductors (1957) del seu alumne Paul Glass i va interpretar el segon i el tercer moviment de la Sonata Pathétique de Beethoven a la pel·lícula d'animació de 1969 A Boy Named Charlie Brown.
Entre les seves composicions, la més freqüentment interpretada és el Concert per a saxòfon alt i orquestra de vent encarregat i estrenat per Sigurd Raschèr el 1949. Posteriorment va completar encàrrecs per a la Filharmònica de Los Angeles i les fundacions Koussevitsky i Fromm. El seu darrer treball, complet i parcialment orquestrat a la seva mort el 1970, va ser el Concert Elegia per a violí i orquestra de cambra. El 1999, un crític que va revisar un enregistrament de les obres de Dahl el va anomenar un "compositor espeluznant", "un encreuament entre Stravinski i Hindemith".
Va canviar legalment el seu nom per Ingolf Dahl el febrer de 1943 i es va convertir en ciutadà nord-americà naturalitzat el setembre d'aquest mateix any. El 1945 es va incorporar a la facultat de la Universitat del Sud de Califòrnia a Los Angeles, on va ensenyar la resta de la seva vida. El 1952 va ser nomenat primer cap del "Tanglewood Study Group", un programa dirigit no a professionals, sinó "als aficionats i aficionades a la música intel·ligents, també a l'estudiant general de música i educador musical". Entre els seus estudiants més destacats hi havia el director d'orquestra Michael Tilson Thomas i els compositors Harold Budd i David Cope. El 1957 va co-dirigir "l'Ojai Music Festival" en col·laboració amb Aaron Copland i va exercir de director musical del 1964 al 1966.
Entre els honors de Dahl hi havia una beca Guggenheim en composició musical el 1951, dues beques "Huntington Hartford", un premi a l'excel·lència en la docència de la Universitat del Sud de Califòrnia, el premi ASCAP Stravinski i una beca del "National Institute of Arts and Letters" a 1954.
Va morir a Frutigen, Suïssa, el 6 d'agost de 1970, poques setmanes després de la mort de la seva dona el 10 de juny.

## Vida personal
Des de la seva adolescència, Dahl va ser inicialment bisexual, però a partir d'aleshores, "la seva preferència i parcialitat... van romandre en els homes". Va tenir les seves primeres experiències homosexuals als 16 anys amb el pintor Eduard Bargheer. Va mantenir secreta la seva orientació sexual en la seva vida professional, fins i tot mentre catalogava en els seus diaris una àmplia varietat d'enamoraments, assumptes, proves i relacions. Després de venir a Amèrica, Dahl es va casar amb Etta Gornick Linick, a qui havia conegut a Zuric. Va acceptar la seva homosexualitat, el va ajudar a mantenir-la amagada i va compartir el seu afecte amb un amant que Dahl havia conegut en un viatge a Boston i que ocasionalment hi visitava. Va mantenir una relació íntima, encara que mai exclusiva, durant els darrers quinze anys de la seva vida amb Bill Colvig, a qui va conèixer en un viatge de senderisme al Sierra Club.
Les notacions dels seus manuscrits mostren que de vegades trobava inspiració en els seus companys masculins per a les seves composicions. Hymn (1947) es va inspirar en la història de Dahl amb un estudiant d'art que va conèixer a la USC i els moviments d'Un cicle de sonets (1967) porten les inicials d'uns altres dos.

El seu fillastre només es va assabentar de la seva homosexualitat en una carta de condol que va rebre el fillastre a la mort de Dahl. Va valorar la relació entre els bàndols públics i privats de Dahl amb aquestes paraules:
| « | <La seva vida social i les seves composicions mai semblaven adquirir aquella facilitat de comunicació que sostenia [sic] molts creadors dotats, aquells titans la capacitat dels quals d'aprofitar les fonts del seu ésser els permet produir un copiós i envejable esforç artístic. Ingolf va treballar sota nivells de repressió antitètics a aquest procés. No va escollir ser qui era, ni va decidir posar el seu veritable jo a l'abast del món. Va viure i morir sense el luxe de la franquesa.> | » |

## Reconeixement posterior
La música de Dahl s'ha enregistrat als discos de Boston Records, Capstone, Centaur, Chandos Records, CRI, Crystal, Klavier, MKH Medien Kontor Hamburg, Nimbus i Summit.

Entre els estudiants de Dahl hi ha els directors d'orquestra nord-americans Michael Tilson Thomas, Lawrence Christianson, William Hall, William Dehning, Frank A. Salazar, el pianista William Teaford i els compositors Morten Lauridsen i Lawrence Moss. Tilson Thomas el va valorar així:
| « | <Dahl era un professor inspirador; més enllà de la matèria, va mostrar als seus estudiants el valor pràctic de l'humanisme. És a dir, com deixar que les preocupacions humanístiques infonguin la vostra existència diària.> | » |

 La Music Library de la Universitat del Sud de Califòrnia (USC) té l'arxiu Ingolf Dahl. Inclou partitures, manuscrits, papers i cintes. Dahl també va guardar un diari en volums anuals des del 1928 fins a la seva mort el 1970. El 2012 el seu fillastre, Anthony Linick, que va escriure una extensa biografia d'Ingolf, els va donar a la USC.
Els capítols de la Costa Oest de la Societat Americana de Musicologia presenten anualment el Premi Memorial Ingolf Dahl en Musicologia.
Recentment, hi ha hagut un ressorgiment d'interès per la història de la família Marcus-Dahl, la seva fugida des d'Hamburg i les contribucions culturals d'Ingolf Dahl i el seu germà, l'escultor Gert Marcus. El 2017 els residents a Groß Borstel van fundar una nova societat, "Initiative Marcus und Dahl", amb l'objectiu de recuperar l'interès per l'obra de Gert Marcus i Ingolf Dahl, així com d'altres artistes que viuen o treballen, o han viscut o treballat, a Gross -Borstel. "Initiative Marcus und Dahl" ha estat responsable de diversos projectes. Entre aquests, es pot citar la producció d'un nou CD el 2018 de la música de cambra d'Ingolf Dahl - Intervals - sota la direcció de Volker Ahmels.
El 2019, Melina Paetzold va produir una biografia en alemany d'Ingolf Dahl.